# Тюмен
Тюмѐн (на руски: Тюме́нь) е град в Русия, административен център на Тюменска област. Населението на града през 2016 година е 720 575 души.

## История
Селището е основано през 1586 година като крепост и първоначално е било дом на 300 казаци и стрелци. Името Тюмен произлиза от тюркски и монголски и означава „десет хиляди“.
От XVII век е важна транзитна точка на търговските пътища между Сибир и Китай. По онова време е и голям занаятчийски център. Развиват се коването, леярството, кожарството и производството на сапун. Към 1624 г. Тюмен вече има около 2000 жители. Към началото на XIX век градът вече е крупен производствен център, като най-развито е кожарството.
През 40-те години на 19 век икономиката на Тюмен придобива още по-голямо значение с откриването на речното параходство. През 1838 г. там е построен първият сибирски параход. Прокарването на железопътната линия Екатеринбург – Тюмен през 1885 г. благоприятства допълнително икономическото развитие на града. През втората половина на XIX век в града се развиват корабостроенето, дърводобивът, риболовът и килимарството. Градът бързо става голям център на търговията в Сибир.
От 1934 г. е административен център на Об-Иртишка област, а от 1944 г. – на Тюменска област. По време на Втората световна война градът се развива бурно поради евакуацията на предприятия от фронта към Сибир. Във военните години тялото на Владимир Ленин е евакуирано от Москва в Тюмен, като Тюменската държавна селскостопанска академия временно изпълнява функцията на негов мавзолей.
След откриването на запаси на нефт и природен газ в Тюменска област през 60-те години на 20 век икономиката на града се ориентира главно към добива на тези природни ресурси. За улесняване на превоза им е открита железопътната линия Тюмен – Тоболск – Сургут – Нижневартовск през 1966 г.

## География
Градът е разположен в Западен Сибир, на река Тура, приток на река Тобол. Намира се на 2144 километра от столицата Москва. Реката добива пълноводие по време на пролетните месеци, когато се топят ледовете. Градът е предпазен от дига, която възпира приливи до 8 m. Най-високият прилив е бил с височина от 9,15 m през 1979 г.

### Климат
Градът е разположен в зона на умереноконтинентален климат, със студена зима и топло лято. Средната годишна температура е 2.2 °C.
| Климатични данни за Тюмен             | Климатични данни за Тюмен | Климатични данни за Тюмен | Климатични данни за Тюмен | Климатични данни за Тюмен | Климатични данни за Тюмен | Климатични данни за Тюмен | Климатични данни за Тюмен | Климатични данни за Тюмен | Климатични данни за Тюмен | Климатични данни за Тюмен | Климатични данни за Тюмен | Климатични данни за Тюмен | Климатични данни за Тюмен |
| Месеци                                | яну.                      | фев.                      | март                      | апр.                      | май                       | юни                       | юли                       | авг.                      | сеп.                      | окт.                      | ное.                      | дек.                      | Годишно                   |
| Абсолютни максимални температури (°C) | 5,6                       | 7,3                       | 17,1                      | 30,7                      | 34,9                      | 36,2                      | 37,5                      | 37,4                      | 31,2                      | 24,1                      | 12,8                      | 6,7                       | 37,5                      |
| Средни максимални температури (°C)    | −10,7                     | −8,1                      | 0,1                       | 9,4                       | 17,7                      | 23,3                      | 24,5                      | 21,2                      | 14,7                      | 7,3                       | −3,5                      | −9,1                      | 7,2                       |
| Средни температури (°C)               | −15                       | −13,3                     | −5,3                      | 3,7                       | 11,3                      | 17,1                      | 18,8                      | 15,8                      | 9,6                       | 3,1                       | −7                        | −13                       | 2,2                       |
| Средни минимални температури (°C)     | −19,2                     | −18,1                     | −10,4                     | −1,3                      | 5,4                       | 11,3                      | 13,6                      | 11,1                      | 5,4                       | −0,4                      | −10,4                     | −16,9                     | −2,5                      |
| Абсолютни минимални температури (°C)  | −46,2                     | −43,7                     | −38,4                     | −29,5                     | −10,2                     | −1,9                      | 0,7                       | −2,7                      | −8,6                      | −26,7                     | −41                       | −49,2                     | −49,2                     |
| Средни месечни валежи (mm)            | 25                        | 15                        | 17                        | 23                        | 45                        | 55                        | 89                        | 60                        | 57                        | 38                        | 34                        | 27                        | 485                       |
| ------------------------------------- | ------------------------- | ------------------------- | ------------------------- | ------------------------- | ------------------------- | ------------------------- | ------------------------- | ------------------------- | ------------------------- | ------------------------- | ------------------------- | ------------------------- | ------------------------- |
| Източник: Погода и Климат             |                           |                           |                           |                           |                           |                           |                           |                           |                           |                           |                           |                           |                           |

## Население
Мнозинството от жителите на Тюмен са руснаци (84,4%). Малцинствата са представени от татари (6,1%), украинци (1,7%), азербайджанци (1,1%), арменци (0,9%), немци (0,6%), казахи (0,5%), чуваши (0,5%) и др.
| 1856    | 1897    | 1913    | 1923    | 1926    | 1931    | 1939    |
| ------- | ------- | ------- | ------- | ------- | ------- | ------- |
| 11 200  | 29 500  | 39 200  | 42 400  | 50 300  | 58 000  | 79 200  |
| 1956    | 1959    | 1962    | 1967    | 1970    | 1973    | 1975    |
| 125 000 | 150 195 | 174 000 | 240 000 | 268 526 | 299 000 | 330 000 |
| 1979    | 1982    | 1986    | 1989    | 1990    | 1991    | 1993    |
| 358 992 | 387 000 | 432 000 | 476 869 | 486 000 | 494 000 | 493 000 |
| 1995    | 1998    | 2000    | 2002    | 2004    | 2006    | 2008    |
| 492 000 | 500 000 | 502 000 | 510 719 | 510 000 | 542 500 | 560 000 |
| 2010    | 2011    | 2012    | 2013    | 2014    | 2015    | 2016    |
| 581 907 | 581 800 | 609 650 | 634 171 | 679 861 | 697 037 | 720 575 |

## Икономика
По-голямата част от икономиката съставлява нефтопреработвателната промишленост. Благоприятното местоположение на града и свързаността му с автомобилни, железопътни, речни и въздушни линии го правят център за обслужване на нефтената промишленост в Сибир. Също така са развити машиностроенето, металургията и производството на електронни апарати.

### Транспорт
Тюмен е железопътен възел на Транссибирската магистрала и речно пристанище на р. Тура. Има международно летище (Рошчино) и местно летище (Плеханово).

## Образование
Висши учебни заведения:
- Тюменски държавен университет
- Тюменски държавен медицински университет
- Тюменски държавен индустриален университет
- Държавен аграрен университет на Северен Задурал
- Тюменско висше военно-инженерно командно училище
- Тюменски държавен институт на културата

## Побратимени градове
- Дацин, Китай (1993)
- Целе, Германия (1994)
- Хюстън, САЩ (1995)

## Личности
Починали в Тюмен
- Малина Попиванова (1902 – 1954), югославска комунистка